# Paramongaia weberbaueri
Espèce
Paramongaia weberbaueri est une espèce de plantes de la famille des Amaryllidaceae.
Son épithète spécifique rend hommage au botaniste allemand August Weberbauer.